# Дивиноландия
Дивиноландия (порт. Divinolândia)  —  муниципалитет в Бразилии, входит в штат Сан-Паулу. Составная часть мезорегиона Кампинас. Входит в экономико-статистический  микрорегион Сан-Жуан-да-Боа-Виста. Население составляет 12 168 человек на 2006 год. Занимает площадь 222,257 км². Плотность населения — 54,7 чел./км².

## История
Город основан 30 декабря 1953 года. 

## Статистика
- Валовой внутренний продукт на 2003 составляет 128.569.749,00 реалов (данные: Бразильский институт географии и статистики).
- Валовой внутренний продукт на душу населения на 2003 составляет 10.627,36 реалов (данные: Бразильский институт географии и статистики).
- Индекс развития человеческого потенциала на 2000 составляет 0,788 (данные: Программа развития ООН).

## География
Климат местности: субтропический. В соответствии с классификацией Кёппена, климат относится к категории Cfb.